# David Rudman
David Rudman (13. dubna 1943 Kujbyšev – 8. února 2022) byl sovětský zápasník–sambista a judista a podnikatel židovského původu.

## Sportovní kariéra
Začínal se sambem v rodném Kujbyševu (dnešní Samara) v 15 letech. V sambu se stal v šedesátých letech několikanásobným mistrem Sovětského svazu. Koncem šedesátých let se propracoval do sovětské judistické reprezentace, kde startoval v lehké váze do 70 kg. V roce 1970 inicializoval vznik známého moskevského klubu Sambo-70. V roce 1973 získal titul mistra světa v zápasu sambo. Po skončení sportovní kariéry pracoval jako trenér, napsal několik publikací o sambu. Po rozpadu Sovětského svazu v roce 1991 se přesunul do New Yorku, kde zájemce vyučoval techniky samba v místních bojových klubech.

## Funkcionářská činnost
- podrobnější informace zde

V New Yorku se vedle instruktora bojových sportů věnoval i organizačním činnostem v oblasti samba. Mezinárodní organizace sambo (FIAS) byla po rozpadu Sovětského svazu řadu let rozdělena na západní a východní část. Počátkem jednadvacátého patřil k iniciátorům k opětovnému vytvoření jedné silné sambistické organizace. Tato snaha dospěla do zdárného konce v roce 2007. V organizačních strukturách nové FIAS však dlouho nevydržel. V roce 2009 byl na pozici prezidenta nahrazen putinovým mužem Vasilijem Šestakovem a v roce 2013 zbaven všech svých pozic v nové FIAS.